# Attagenus nepalensis
Attagenus nepalensis is een keversoort uit de familie spektorren (Dermestidae). De wetenschappelijke naam van de soort werd in 2001 gepubliceerd door Háva.